# Phymactis pustulata
Phymactis pustulata är en havsanemonart som först beskrevs av Couthouy in Dana 1846.  Phymactis pustulata ingår i släktet Phymactis och familjen Actiniidae. Inga underarter finns listade i Catalogue of Life.